# Jimmy Case
Pour les articles homonymes, voir Case (homonymie).
Jimmy Case, né le 18 mai 1954 à Liverpool (Angleterre), est un footballeur anglais, qui évoluait au poste de milieu de terrain à Liverpool.

## Carrière
- 1973-1981 : Liverpool
- 1981-1985 : Brighton and Hove Albion
- 1985-1991 : Southampton
- 1991-1992 : Bournemouth
- 1992-1993 : Halifax Town
- 1993 : Wrexham
- 1993 : Darlington
- 1993 : Sittingbourne
- 1993-1996 : Brighton and Hove Albion  [1]

## Palmarès

### Avec Liverpool
- Vainqueur de la Ligue des champions de l'UEFA en 1977, 1978 et 1981.
- Vainqueur de la Coupe UEFA en 1976.
- Vainqueur de la Supercoupe de l'UEFA en 1977.
- Vainqueur du Championnat d'Angleterre de football en 1976, 1977, 1979 et 1980.
- Vainqueur de la Coupe de la ligue anglaise de football en 1981.

### Avec Brighton and Hove Albion
- Finaliste de la Coupe d'Angleterre de football en 1983.